# Devil's Killing Merry-go-round
Devil’s Killing Merry-go-round är en japansk idol-grupp från Tokyo som startades år 2022. Medlemmarna är Raguna Roku (tidigare LAST IN MY CULT, Moshi Kono Gyakusetsu de Sekai wo Kaerareru to Shitara och No Plan) och Michelle Noire (tidigare NECRONOMIDOL), som utöver musikidoler även är aktiva som konstnärer. Gruppens stil är gothic art hiphop, men musikaliskt varierar det från EDM till heavy metal.
På våren 2023 besökte de Lund för att göra två konserter på Polhemsskolan under eventet Kodachicon. De genomförde även en speedpainting på scenen, där de inom en timme målade två tavlor som visade deras kläd- och spelstil.

## Diskografi

### EP
- Diabolos (ディアボロス) - juli 2022

### Single
- Majogari / Nightingale (魔女狩/ナイチンゲール) - augusti 2022

### Digitala singlar
- Child Play (チャイルドプレイ) - september 2022
- DANCE MACABRA - oktober 2022
- MURDER -REDRAM- (MURDER-レッドラム-) - november 2022
- Miss Vampire (ミスヴァンパイア) - december 2022
- World Reboot (ワールドリブート) - februari 2023
- Lost Cinderella (ロストシンデレラ) - februari 2023
- NEO GOTHIC (ネオゴシック) - mars 2023